# 卡讷河
卡讷河（法語：Canne，法語發音：[kan] ⓘ）是法国勃艮第-弗朗什-孔泰大区涅夫勒省的河流，是阿龙河的右支流，长50.9千米，发源自圣索日，于塞西拉图尔流入阿龙河。